# Episodi di Eye Candy
La prima ed unica stagione della serie televisiva statunitense Eye Candy è stata trasmessa in prima visione negli Stati Uniti d'America sul network MTV a partire dal 12 gennaio 2015.
In Italia la stagione è inedita.
| n  | Titolo originale | Prima TV USA     |
| -- | ---------------- | ---------------- |
| 1  | 1x01             | 12 gennaio 2015  |
| 2  | 1x02             | 19 gennaio 2015  |
| 3  | 1x03             | 26 gennaio 2015  |
| 4  | 1x04             | 2 febbraio 2015  |
| 5  | 1x05             | 9 febbraio 2015  |
| 6  | 1x06             | 16 febbraio 2015 |
| 7  | 1x07             | 23 febbraio 2015 |
| 8  | 1x08             | 2 marzo 2015     |
| 9  | 1x09             | 9 marzo 2015     |
| 10 | 1x10             | 16 marzo 2015    |

## 1x01
- Titolo originale: 1x01
- Diretto da: Catherine Hardwicke
- Scritto da: Emmy Grinwis

### Trama
2012: La giovane ragazza Lindy, dopo esser passata e riprendere sua sorella minore e dopo aver avuto un dibattito sulle buone e cattive compagnie, assiste al rapimento della sorella davanti ad un fast food.
2015: Lindy è diventata un hacker professionista, tutto ciò per ritrovare sua sorella. Lindy è anche stata denunciata dal suo ex, Ben, che non le aveva detto di essere un poliziotto. Secondo la migliore amica di Lindy, Sophia, Lindy dovrebbe tornare a godersi la vita e la iscrive su un sito di incontri chiamandola 'EyeCandy', non sapendo che, per la città, gira un serial killer che trova le sue prede online e le uccide per qualche loro difetto fisico. Lindy passa una serata in discoteca dove conosce Connor, un amico di Sophia, e altri tre ragazzi molto attraenti sull'app per incontri. Tornata a casa scopre che qualcuno la sta spiando online e le manda messaggi e foto terrificanti e, insieme a Sophia e Connor, sono sicuri che sia uno dei ragazzi conosciuti sul sito di incontri e che sia legato anche il serial killer che uccide online. Subito dopo Lindy trova il cadavere di uno dei ragazzi conosciuti e la ragazza comincia ad essere perseguitata. Dopo l'accaduto, il suo ex-fidanzato Ben decide di stare qualche giorno a casa sua per proteggerla e tra loro riscoppia la scintilla d'amore. Il giorno dopo, mentre Lindy era a svolgere il suo lavoro di hacker scopre che qualcuno, il serial killer, si è intrufolato a casa di Sophia. Subito chiama Ben per avvertirlo e il ragazzo si precipita per catturare l'uomo ma, appena Ben arriva, viene catturato dal serial killer. Quando arriva anche Lindy nella casa trova un computer con un video in diretta di Ben legato con una voce di sottofondo che ordinava a Lindy di dirglelo UNA volta per tutte. Allora Lindy grida: Ti amo Ben, Ti amo!
E il ragazzo le risponde: Bastava solo UNA volta!
Lindy decide di andare sulla terrazza dive trova il cadavere di Ben. Questa è soltanto una delle tante disgrazie che le capiteranno perché lei è la prescelta.
- Guest star: Daniel Lissing, Ryan Cooper, Nils Lawton

## 1x02
- Titolo originale: 1x02
- Diretto da: Catherine Hardwicke
- Scritto da: Emmy Grinwins

### Trama
In una SPA, il serial killer online, sfigura una giovane donna per via della sua pelle. Lindy vuole trovare a tutti i costi l'assassino del suo fidanzato Ben ed è convinta che sia uno dei suoi altri pretendenti sul sito di incontri, il più sospettato è Reese, visto anche avvicinarsi alla SPA. Lindy si fa aiutare dal collega di Ben, Tommy, ed entrambi sono determinati nelle ricerche. L'altro pretendente di Lindy le si presenta a casa promettendole una cenetta a casa sua alla quale si uniscono anche la coinquilina di Lindy, Sophia, e l'amico di Sophia, Connor. Pur essendo sospetto, la cena si conclude bene e Lindy è sempre più convinta che sia Reese il killer. A quel punto Lindy e Tommy decidono di porre una trappola a Reese: egli doveva accompagnare Lindy per una cenetta ad un ristorante mentre Tommy li seguiva... I piani cambiano e Reese vuole accompagnare Lindy in una destinazione "a sorpresa" ovvero una discarica di auto. Mentre Lindy e Reese sono nella discarica Tommy cerca di intrufolarsi nella macchina di Reese ma viene catturato dal serial killer. Lindy entra nell'auto di Reese per incontrare Tommy e vedere se ha scoperto qualcosa ma al posto della guida trova un uomo di gomma tappezzato di foto di Lindy. La macchina comincia a partire senza controllo ma per fortuna Lindy riesce a fermarla con le sue doti di hacker mettendo in salvo anche Tommy che si trovava nel bagagliaio. Lindy comincia a collaborare con la polizia e sono tutti d'accordo che sia Reese il killer, quindi fanno chiamare anche Connor e Sophia per avvertirli che anche loro sono in pericolo. Connor tenta di flirtare con Tommy che lo respinge dicendogli di essere eterosessuale. Sul cellulare di Lindy compare il video di Reese, catturato dal serial killer... Ciò vuol dire che non è lui il killer.
- Guest star: Ryan Cooper, Nils Lawton